# Laura Marling

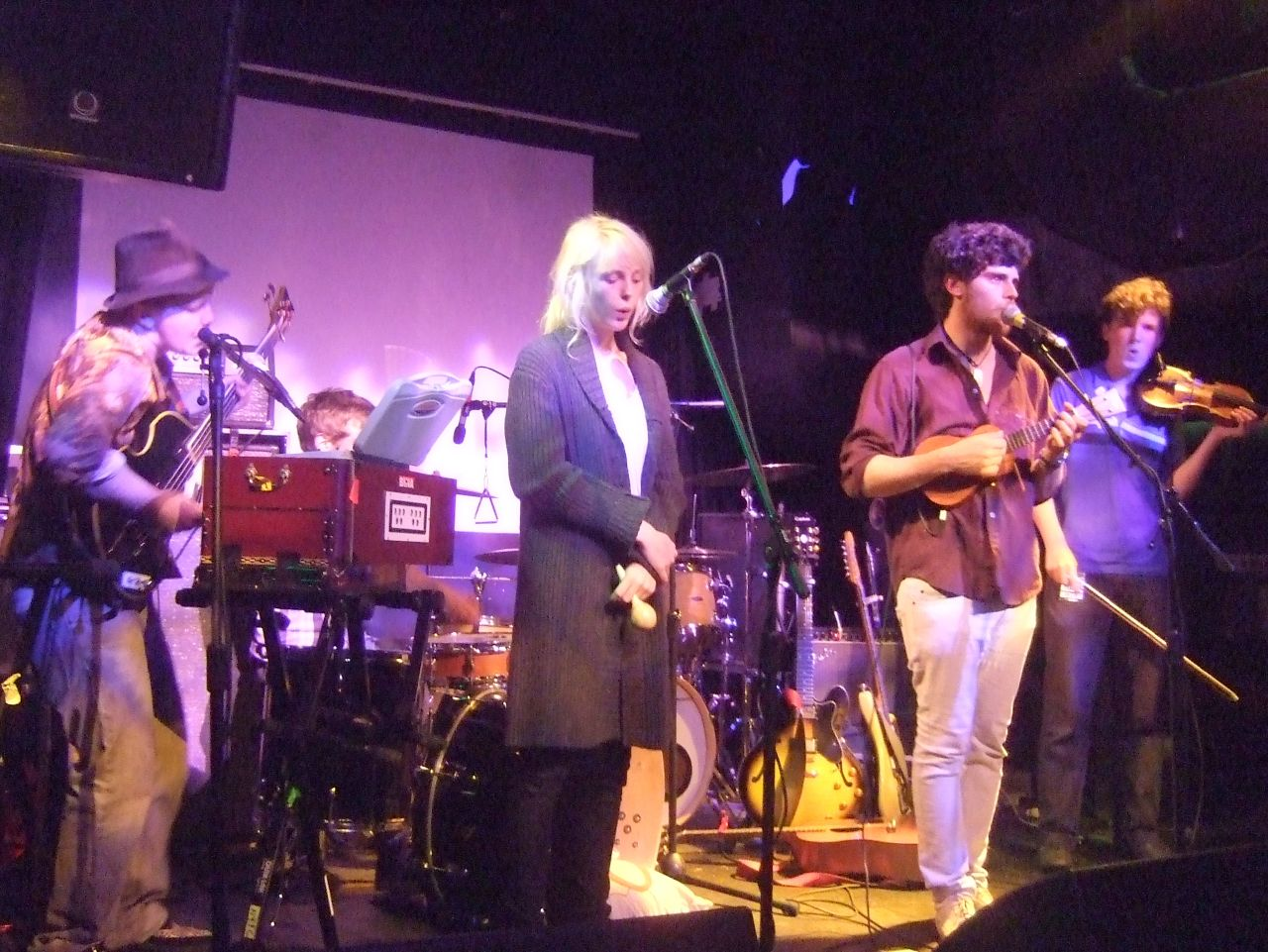
Laura Marling wraz z zespołem Noah and the Whale

Laura Beatrice Marling (ur. 1 lutego 1990 w Hampshire) – brytyjska piosenkarka i autorka tekstów.
Występowała przed jednym z najbardziej znanych brytyjskich indierockowych artystów – Jamie T, który zaprosił ją do koncertowania po tym, jak zobaczył Laurę na jej drugim występie.
Początkowo występowała z brytyjskim zespołem Noah and the Whale, którego frontman Charlie Fink został producentem albumu Laury – Alas, I Cannot Swim, który wyszedł 4 lutego 2008 roku. Jej kariera w zespole trwała do maja 2008 roku. Zaśpiewała z The Rakes w piosence „Suspicious Eyes”. Zespół ten znalazł Marling dzięki stronie MySpace. Wystąpiła również gościnnie w utworze „Young Love” z zespołem Mystery Jets na ich drugim albumie Twenty One. Supportowała Devendrę Banhart oraz Adama Greena.
Jednym z pierwszych, ważniejszych występów telewizyjnych było pojawienie się w znanym, brytyjskim programie Later with Jools Holland, gdzie zaśpiewała piosenkę „New Romantic”.
Jej dwa pierwsze albumy (Alas, I Cannot Swim i I Speak Because I Can) oraz czwarty (Once I Was an Eagle) i siódmy (Song for Our Daughter) zdobyły nominacje do Mercury Prize. W 2011 Marling zdobyła Brit Award w kategorii „Najlepsza brytyjska artystka”. Została ponownie nominowana w tej samej kategorii w edycjach 2012, 2014, 2016 i 2018. Dwukrotnie nominowana do Nagród Grammy w kategorii „najlepszy album folkowy”: za album Semper Femina (2018) oraz za album Song for Our Daughter (2021).

## Dyskografia

### Albumy studyjne
- Alas, I Cannot Swim (wyd. 11 lutego 2008[4]) #45[5] UK
- I Speak Because I Can (wyd. 22 marca 2010[6]) #4[5] UK
- A Creature I Don’t Know (wyd. 12 września 2011[7]) #4[5][8] UK
- Once I Was an Eagle (wyd. 27 maja 2013)[9][10] #3[5] UK
- Short Movie (wyd. 23 marca 2015)[11] #7[5] UK
- Semper Femina (wyd. 10 marca 2017[12]) #5[5] UK
- Lump (wyd. 1 czerwca 2018[13][14]) album projektu Lump czyli Laury Marling i Mike’a Lindsaya
- Song for Our Daughter (wyd. 10 kwietnia 2020[15][16])
- Animal (wyd. 30 lipca 2021[17]) album projektu Lump czyli Laury Marling i Mike’a Lindsaya
- Patterns in Repeat (wyd. 25 października 2024[18][19][20])

### Albumy koncertowe
- Live From York Minster (wyd. 15 kwietnia 2012)
- Live From Union Chapel (wyd. 11 grudnia 2020)

### EPki (minialbumy)
- My Manic and I (7”)[21]

1. „New Romantic”
2. „Night Terror”
3. „My Manic and I”
4. „Typical”

- The London Town EP (7”)[22]

1. „London Town”
2. „She’s Changed”
3. „Failure”
4. „Tap at My Window”

- Night Terror[23]

1. „Night Terror”
2. „Alpha Shallows (Demo)”
3. „Night Terror (Live from Union Chapel, London)”
4. „Your Only Doll (Dora) (Live from Union Chapel, London)”

- Cross Your Fingers[23]

1. „Cross Your Fingers” (Single Version)
2. „I’m a Fly”
3. „Blackberry Stone” (Demo)
4. „Tap at My Window” (Live From Union Chapel)
5. „Cross Your Fingers” (Live From Union Chapel)

- iTunes Live – London Sessions[23]

1. „Alas I Cannot Swim”
2. „My Manic & I”
3. „Cross Your Fingers”
4. „Your Only Doll (Dora)”

- Dharohar Project, Laura Marling and Mumford & Sons (10"[24], 2010) – z zespołem Mumford & Sons oraz radżastańskim kolektywem Dharohar Project[25]

- iTunes Festival: London 2010 (download)[26] – z zespołem Mumford & Sons oraz radżastańskim kolektywem Dharohar Project

1. Dharohar Project – „Mala Ramaniya”
2. Dharohar Project – „Sakhiri Mere”
3. Laura Marling – „Rambling Man”
4. Laura Marling – „I Speak Because I Can”
5. Mumford & Sons – „Roll Away Your Stone”
6. Mumford & Sons – „The Cave”
7. Dharohar Project, Laura Marling & Mumford & Sons – „Devil’s Spoke” / „Sneh Ko Marg”
8. Dharohar Project, Laura Marling & Mumford & Sons – „To Darkness” / „Kripa”

- The Lockdown Sessions (download, wyd. 4 grudnia 2020)[27]

1. „Song for Our Daughter (The Lockdown Sessions)”
2. „Fortune (The Lockdown Sessions)”
3. „Hope We Meet Again (The Lockdown Sessions)”
4. „The End of the Affair (The Lockdown Sessions)”

### Single
- z albumu Alas, I Cannot Swim
  - „Cross Your Fingers / I’m A Fly” (7”)[23]
  - „Cross Your Fingers / Blackberry Stone” (CD)[23]
  - „Ghosts” (7”, CD)[28]
  - „Ghosts / Man Sings About Romance” (7”)[23]
  - „Ghosts / Needle and The Damage Done” (CD)[23]
  - „Night Terror/Alpha Shallows” (7”)[23]

- „Blues Run the Game / The Needle and the Damage Done” (7”)[29] – wyd. 2010, nie promował żadnego albumu

- z albumu I Speak Because I Can
  - „Goodbye England (Covered in Snow)” (7”)[30]
  - „New Romantic”[23]
  - „Rambling Man”[31][32]

- z albumu A Creature I Don’t Know
  - „Sophia” (7” – limitowany nakład 1 tys. egzemplarzy)[33]
  - „All My Rage” (iTunes)[34]
  - „The Beast” (7”) – wyd. 2013, edycja limitowana, wydana w ramach kampanii Secret 7”: w 2013 roku zbierała ona pieniądze dla organizacji Art Against Knives, mającej na celu walkę z agresją na ulicach Londynu za pomocą sztuki[35][36]

- z albumu Once I Was an Eagle
  - „Master Hunter” (download)

- z albumu Short Movie
  - „Short Movie” (download)
  - „False Hope” (download)[37]

- z albumu Lump
  - „Curse of the Contemporary”[14] – wyd. 21 kwietnia 2018[38]
  - „The Light (IYEARA Remix)” (download, wyd. 28 października 2018)[39]

- ze ścieżki dźwiękowej do 4 serii brytyjskiego serialu telewizyjnego Peaky Blinders:
  - „A Hard Rain's a-Gonna Fall” (wyd. grudzień 2017) – cover piosenki „A Hard Rain's a-Gonna Fall” Boba Dylana[40]; utwór pojawił się w finałowym odcinku[40] ale nie został wydany na albumie ze ścieżką dźwiękową;
  - „Red Right Hand” (wyd. 12 czerwca 2020[41]) – z Antonym Gennem(inne języki) i Martinem Slatterym(inne języki);
- z albumu Song for Our Daughter:
  - „Held Down” (2020)[15]

- z albumu Animal:
  - „Animal (Edit)” (download, wyd. 5 maja 2021)[42]
  - „We Cannot Resist (Edit)” (download, wyd. 29 czerwca 2021)[43]
  - „Gamma Ray (Edit)” (download, wyd. 27 lipca 2021)[44]

- z albumu Flyte zespołu Flyte(inne języki):
  - „Tough Love” (wyd. 10 lipca 2023[45])

- z albumu Patterns in Repeat:
  - „Patterns” (download[46], wyd. 10 lipca 2024[18][19][46])
  - „No One’s Gonna Love You Like I Can” (wyd. 21 sierpnia 2024[47])
  - „Child of Mine” (wyd. 24 września 2024[48])
  - „Caroline” (wyd. 25 października 2024)